# 싸움의 기술 (2019년 영화)
《싸움의 기술》은 2019년 12월 19일에 개봉한 대한민국의 액션 영화로, 김희성 감독이 연출했고, 윤경호가 주인공 태건우 역을 맡았다.

## 출연진
주연
- 윤경호 - 태건우 역
- 사우 - 정상우 역
- 류권하 - 강대호 역

조연
- 율찬 - 이지호 역
- 오경원 - 박진태 역

단역
- 남찬규 - 대진북고 일진 역